# Remarriage and Desires
Remarriage and Desires ou Remariage et Désirs au Québec (블랙의 신부) est une série télévisée sud-coréenne réalisée par Kim Jeong-min et mise en ligne le 15 juillet 2022 sur Netflix,. Elle constitue une satire de la société coréenne sur le marché du remariage.

## Synopsis
Par l'intermédiaire d'une agence matrimoniale réservée à l'élite, une femme planifie sa vengeance contre la maîtresse malveillante de son ex-mari.

## Distribution

### Acteurs principaux
- Kim Hee-sun (VF : Flora Kaprielian) : Seo Hye-seung
- Lee Hyun-wook (VF : Anatole Yun) : Lee Hyeong-joo
- Jung Yoo-jin (VF : Anne-Charlotte Piau) : Jin Yoo-hee
- Cha Ji-yeon (VF : Audrey Sourdive) : Choi Yoo-seon
- Park Hoon (VF : Max Geller) : Cha Seok-jin

### Acteurs secondaires
- Victoria Grace (VF : Patricia Spehar) : Jung-in Heo
- Kim Sa-kwon
- Kim Mi-kyung : la mère de Lee Hyeong-joo
- Kim Yoon-seo
- Lee Doo-seok
- Jung Woo-hyuk
- Yang Mal-bok

### Caméo
- Park Ji-hoon : le client de Choi Yoo-seon

 Source et légende : version française (VF) sur RS Doublage

## Épisodes
Les épisodes, sans titres, sont numérotés de un à huit.